# Saison 2 de Futurama
Chronologie
Saison 1 Saison 3
Cet article présente le guide des épisodes la deuxième saison de la série télévisée Futurama.

## Épisodes

### Épisode 1:Sentiments partagés
- États-Unis : 21 novembre 1999 sur FOX
- France : 17 juin 2000 sur Canal+
- Belgique : sur La Deux

- Gag du sous-titre : Fait à partir de sous produits carnes
- Références :
  - La puce électronique implantée sur la tête de Bender le rapproche de Data, un personnage de Star Trek quasi humain.
  - Chez le vétérinaire, on aperçoit un « monstre-rouille » tiré du jeu Donjons et Dragons.
  - La légende sub-urbaine « El Chupanibre » fait référence à un monstre d'une légende urbaine : « El Chupacabra »
  - Les mutants vénèrent une bombe atomique comme dans le film Le Secret de la planète des singes.

### Épisode 2:La Déchéance de Brannigan
- États-Unis : 28 novembre 1999 sur FOX
- France : 28 juin 2000 sur Canal+
- Belgique : sur La Deux

- Gag du sous-titre : Non conçu pour l’an 3000
- Références :
  - Encore une des références récurrentes à Star Trek notamment dans le jingle du DOOP.
  - Le DOOP est une parodie de l'ONU. D'ailleurs, il est censé être une évolution de l'ONU.
  - Le slogan de Neutralia (Live Free or Don't) est calqué sur celui de l'État du New Hampshire (Live Free or Die).
  - La scène d'errance de Zapp est tirée du film Macadam Cowboy, avec notamment un extrait de la chanson d'Harry Nilsson : Everybody's talkin.
  - La livraison sur la planète à forte gravité est inspirée du roman de Hal Clement : Question de poids.
  - Bender et Fry jouent une partie d'échec avec des personnages virtuels sur une table, comme R2-D2, Chewbacca et C-3PO dans le Faucon Millenium de Star Wars, épisode IV : Un nouvel espoir.

### Épisode 3:Fortes Têtes
- États-Unis : 12 décembre 1999 sur FOX
- France : 26 décembre 2000 sur Canal+
- Belgique : sur La Deux

- Gag du sous-titre : Par les créateurs de futurama
- Têtes célèbres : Claudia Schiffer, Bill Clinton, Gerald Ford, Richard Nixon, George Washington, George Bush père, Jimmy Carter, Bob Dole, Checkers (chien de Nixon) et bien d’autres.
- Références :
  - Au début de l'épisode, Fry et Bender regardent la série The Scary Door. Il s'agit d'une parodie d'un épisode de la série La Quatrième Dimension intitulé Question de temps.
  - Lors de la réunion politique, on retrouve beaucoup d'allusions à des partis ou slogans politiques américains.
  - L'épisode comporte de nombreuses allusions à la carrière politique de Richard Nixon, dont l'affaire du Watergate.
  - Richard Nixon siffle la fin de la chanson White Rabbit de Jefferson Airplane.
  - Bender demandant son Martini « Remué, pas secoué » est une référence à James Bond.

### Épisode 4:Conte de Noël
- États-Unis : 19 décembre 1999 sur FOX
- France : 27 décembre 2000 sur Canal+
- Belgique : sur La Deux

- Gag du sous-titre : D’après une histoire vraie.
- Têtes célèbres : Conan O'Brien, Max Weinberg
- Références :
  - Le titre est une référence à la comédie familiale Christmas Story.
  - Dans le magasin d'animaux, Fry voit un Bongo. Il s'agit d'un personnage tiré de Life in Hell, un comic strip de Matt Groening.
  - Le robot des rues Tinny Tim est une référence au personnage de Tiny Tim, du roman Un chant de Noël de Charles Dickens.

### Épisode 5:C'est dur d'être un crustacé amoureux
- États-Unis : 6 février 2000 sur FOX
- France : 25 février 2001 sur Canal+
- Belgique : sur La Deux

- Gag du sous-titre : Sur la chaine qui a diffusé Les Simpson
- Références :
  - Cet épisode fait en grande partie référence au premier épisode de la Saison 2 de Star Trek. L'hymne national de Decapod 10 est la musique que l'on entend lorsque James T. Kirk et Spock se battent. Lorsque Fry doit choisir ses armes, on aperçoit deux armes Vulcaines.
  - Lorsque Fry aide Zoidberg à séduire Edna, il s'agit d'une parodie de Cyrano de Bergerac.
  - Lors de la bataille du « Claque-Pince », Zoidberg dessine un Z sur le T-shirt de Fry, une référence à Zorro.

### Épisode 6:Le Moins Pire des deux
- États-Unis : 20 février 2000 sur FOX
- France : 19 février 2001 sur Canal+
- Belgique : sur La Deux

- Gag du sous-titre : La série qui se penche sur le passé
- Têtes célèbres : Bob Barker
- Références :
  - Le slogan dans la pub pour Past-O-Rama est « Da Boom! ». Da Boom était un slogan de FOX durant la première saison de Futurama.
  - La devanture de l’ancien cinéma reconstitué du Passérama devant lequel Fry se fait extorquer indique à l’affiche le film « Star Wars 9 : La Bar-mitsvah de Yoda ».
  - Le club de strip-robot s'appelle Electric Ladyland, en référence à l'album de Jimi Hendrix du même nom.
  - Miss Vega 4, la gagnante du concours ressemble au Tentacule Pourpre du jeu Maniac Mansion: Day of the Tentacle publié par LucasArts.
  - Les policiers URL et Smitty apparaissent dans l'émission TV show Cop Department, une parodie de COPS.
  - Lorsque les membres de Planet Express doivent deviner le prix de la tiare, il s'agit d'une parodie du Juste Prix.
  - Miss Arrakis représente l'une des planètes issues de Dune, le roman de Frank Herbert.
  - Lorsque Bender surveille l'Atome, il lit le magazine Pentium House. Un nom formé du magazine Penthouse et de Pentium. Il s'agit d'un gag récurrent où la pornographie robotique est représentée par des circuits électriques à nu.

### Épisode 7:La Tête sur l'épaule
- États-Unis : 13 février 2000 sur FOX
- France : 16 février 2001 sur Canal+
- Belgique : sur La Deux

- Gag du sous-titre : N’est pas tiré d’un roman de James Fenimore Cooper
- Têtes célèbres : George Washington, Abraham Lincoln
- Références :
  - Le titre de l'épisode en VO vient de la chanson Put Your Head on My Shoulder de Paul Anka.
  - La voiture Benta Romeo est un mélange d'Alfa Romeo et de Bentley.
  - L'entreprise Septuple-A (Austro-Afro-Antartico-Amer-Asian Automobile Association) est un clin d'œil à l'American Automobile Association (Triple A).
  - Lors de la visite sur Europe, on aperçoit le monolithe tiré de 2001, l'Odyssée de l'espace.
  - Certains sons proviennent de Star Trek.
  - Fry se voit proposer une « Thundercougarfalconbird », une voiture hybride formée à partir de la Ford Thunderbird, la Mercury Cougar et la Ford Falcon.
  - La déclaration du vendeur au sujet de la ceinture qui « protège et sépare les seins » fait référence aux soutiens-gorge de Playtex.

### Épisode 8:Raging Bender
- États-Unis : 27 février 2000 sur FOX
- France : sur Canal+
- Belgique : sur La Deux

- Byrne Offutt
- Tom Kenny
- Rich Little
- Mr. Moviefone

- Gag du sous-titre : Nominated For Three Glemmys
- Têtes célèbres : Richard Nixon, Rich Little, George Foreman
- Références :
  - Le titre de l'épisode est une référence au film Raging Bull de Martin Scorsese.
  - Le générique du film De tous mes circuits est une référence au générique de James Bond.
  - Juste après que Bender a fait sa présentation, lors de son combat de catch robotique contre Bill le richissime, on aperçoit une personne qui porte un maillot jaune noté « Bender 3:16 », ce qui est une référence au catcheur américain Stone Cold Steve Austin.

### Épisode 9:Le Mariage de Leela
- États-Unis : 19 mars 2000 sur FOX
- France : sur Canal+
- Belgique : sur La Deux

- Gag du sous-titre : Cet épisode a été modifié pour s'adapter à vos écrans primitifs.
- Références :
  - Lorsque Fry prononce « oh mon dieu, c'est plein de pubs ! », c'est une référence au « oh mon Dieu, c'est plein d'étoiles ! » de 2001, l'Odyssée de l'espace de A.C. Clarke.
  - Lorsque Bender joue à un jeu vidéo, son hologramme est aspiré dans les rouages d'une machine à la façon de Charlot dans Les Temps modernes.
  - La scène où Leela est évacuée de sa planète natale pour la Terre par un vaisseau est une référence à Superman qui est envoyé sur Terre alors que Krypton, sa planète originelle, est sur le point de disparaitre. Le rapport pourrait aller plus loin puisque comme Superman, Leela n'a plus de parents et est la dernière survivante de sa planète.
  - La scène sur le canapé entre Al et Leela est une parodie de la série Mariés, deux enfants. Parodie poussée puisque la voix originale de Leela n'est autre que celle de Katey Sagal, l'actrice jouant Peggy Bundy dans Mariés, deux enfants
  - L'une des formes d'Alcazar est une « chose très ancienne » tirée de la nouvelle Les Montagnes hallucinées de H. P. Lovecraft et dont de nombreuses illustrations sont visibles dans le jeu de rôle L'Appel de Cthulhu.

### Épisode 10:Le Clone de Farnsworth
- États-Unis : 9 avril 2000 sur FOX
- France : sur Canal+
- Belgique : sur La Deux

- Byrne Offutt

- Gag du sous-titre : Bientôt sur DVD illégal
- Références :
  - L'état du membre de l'équipage le plus vieux presque en vie est inspiré par celui du capitaine Pike (qui partage le même genre de fauteuil roulant, et l'utilisation d'un ou de deux bips pour répondre par oui ou par non), dans l'épisode de Star Trek La Ménagerie qui est aussi parodié dans l'épisode Maternelle de South park
  - L'étoile de l'agonie est une parodie evidente de l'étoile noire de Star wars
  - Lorsque Cubert se montre désagréable envers l'équipe, Leela réplique en le traitant d'« espèce de petit ... », qui est l'insulte qu'Homer Simpson emploie toujours avec Bart
  - Dans l'étoile de l'agonie, les tiroirs dans lesquels sont entreposés les gens, les branchements sur le professeur et cette histoire de monde virtuel dans lequel il était plongé, comme les autres vieillards, rappelle Matrix
  - Le nez de Cubert ressemble au nez de Clancy Wiggum

### Épisode 11:L’Inspectrice de l’administration centrale
- États-Unis : 2 avril 2000 sur FOX
- France : sur Canal+
- Belgique : sur La Deux

- Byrne Offutt
- Dawnn Lewis
- Nora Dunn

- Gag du sous-titre : Prédit par Nostradamus
- Références :
  - Le titre en VO est une référence au film How Stella Got Her Groove Back
  - Dans les couloirs de l'administration centrale, les héros croisent un tyrannœil, créature issue Donjons et Dragons

### Épisode 12:Le Sud profond
- États-Unis : 16 avril 2000 sur FOX
- France : sur Canal+
- Belgique : sur La Deux

- Parker Posey (Umbriel)
- Donovan Leitch (lui-même)

Au plus profond de l'océan, l'équipe découvre la ville perdue d'Atlanta. Fry tombe éperdument amoureux d'une sirène.
- « Les gars, c'est bien plus grave qu'on ne le pensait. Mon poisson s'est barré! »

- Gag du sous-titre : À Stern Warning of Things to Come
- Références :
  - Atlantis

### Épisode 13:Bender s'affranchit
- États-Unis : 30 avril 2000 sur FOX
- France : sur Canal+
- Belgique : sur La Deux

- Gag du sous-titre : Simulcast on crazy people's fillings
- Références :
  - Le titre original de l’épisode fait allusion au jargon de la mafia désignant un « homme accompli » (un membre si récompensé et valorisé qu’il en devient « intouchable » à son apogée dans le crime organisé) ; le francophone, une double référence à l’expression « affranchi » ainsi qu’au film de mafieux Les Affranchis.
  - La Mafia robotique, avec leur chef Don Bot (parodie de « Don Corleone »), est une référence au Parrain ; le personnage de Francis « la Tenaille », quant à lui, parodie celui de Tommy DeVito dudit film Les Affranchis.

### Épisode 14:Fêtes des mères
- États-Unis : 14 mai 2000 sur FOX
- France : sur Canal+
- Belgique : sur La Deux

### Épisode 15:Délicieux Enfants
- États-Unis : 7 mai 2000 sur FOX
- France : sur Canal+
- Belgique : sur La Deux

- Gag du sous-titre : Pour usage extérieur seulement
- Références :
  - Le titre anglais The problem with popplers est inspiré d'un épisode de Star Trek Tribulations (The Trouble with Tribbles)
  - Les « popplers » sont découverts sur une planète de classe M, une référence à Star Trek. Leela s'attend également à trouver des « Roddenberries » là-bas, clin d'œil au créateur de Star Trek, Gene Roddenberry.
  - Le programme télévisé que regarde Leela, DateNight, est une parodie des émissions Dateline et Nightline.
  - Au début de l'épisode, Fry demande si la planète la plus proche a un Burger Queen, un Fishy Joe's, ou un Chizzler. Ce sont des références à Burger King, Joe's Crabby, et Sizzler. Puis Leela se dit déçue puisque depuis qu'ils sont à mille milliards de nulle part, la planète a probablement seulement un Howard Johnson's.

### Épisode 16:Histoires formidables
- États-Unis : 21 mai 2000 sur FOX
- France : sur Canal+
- Belgique : sur La Deux

Painstakingly drawn before a live audience (Laborieusement dessiné en direct)
- Références :
  - Segment Terror at 500 Feet (« Terreur à 150 mètres ») :
    - Le titre original de l’histoire est un clin d’œil à l’épisode Cauchemar à 20 000 pieds de La Quatrième Dimension.
    - L’histoire de Bender en robot géant est conjointement : une parodie du film d’animation Le Géant de fer ; et plus largement, des films japonais de monstres géants, dont le rugissement caractéristique du plus célèbre d’entre eux (Godzilla) accompagne le rot de flammes emblématique de Bender.
    - La scène du Bender géant prenant son envol est accompagnée par la chanson Iron Man du groupe de rock britannique Black Sabbath ; également référence indirecte au super-héros du même nom.

  - Segment Dial L for Leela (« Le crime de Leela était presque parfait ») :
    - Le titre original de l’histoire est un clin d’œil au film Le crime était presque parfait d’Alfred Hitchcock.
    - Même si l’histoire de Leela n’est — comme les autres — pas canonique, Scruffy y fait sa première apparition récurrente de la série (après celle de Cinquante Millions de dollars d’anchois) comme vieux concierge blasé et discret de Planet Express, que Leela souligne par sa réaction.
    - Le huis-clos dans l’histoire de Leela prend des airs de Cluedo.

  - Segment The Un-Freeze of a Lifetime (« La décongélation d’une vie ») :
    - Même si l’histoire de Fry n’est — comme les autres — pas canonique, Al Gore (qui y fait son premier rôle vedette télévisuel), Stephen Hawking et Nichelle Nichols (qui est grimée en Nyota Uhura) y font conjointement leur première apparition dans la série, Gary Gygax étant en hommage posthume mentionné par la suite[1] ; par clin d’œil à la continuité de la série, le troisième œil de Nibbler est tout de même brièvement aperçu (pour des raisons ultérieures dans le canon) près de la poubelle de bureau dans la salle de cryogénie.
    - Le bus scolaire servant de base mobile au Commando Action Vice-présidentiel indique sur ses flancs « École publique de la Grande unification ».

### Épisode 17:La Guerre c'est l'enfer
- États-Unis : 26 novembre 2000 sur FOX
- France : 3 mars 2002

- Gag du sous-titre : Touch eyeballs to screen for cheap laser surgery (Collez vos yeux à l'écran pour une chirurgie au laser bon marché)
- Références :
  - La scène de l'arrivée du blessé à l’hôpital est inspirée du film M*A*S*H, dont on entend la musique.
  - On retrouve de nombreuses références à des films de science-fiction américains. Fry s'entraîne ainsi au combat au sabre laser rappelant la formation de Luke Skywalker et les terriens débarquent sur une planète désertique rappelant la première vague d'assaut sur Klendathu dans Starship Troopers[réf. nécessaire]
  - Zapp Brannigan sur son cheval Félicité ainsi que son penchant homosexuel rappellent Alexandre le Grand et son cheval Bucéphale.

### Épisode 18:La Voiture-Garoute
- États-Unis : 5 novembre 2000 sur FOX

- Gag du sous-titre : Smell-o-vision users, insert nostril tubes now (Utilisateurs de la flairovision, mettez les tubes nasaux maintenant)
- Références :
  - Le film est une parodie des films de loups-garous.
  - Le numéro dans le miroir est 666 en binaire (chiffre de la bête), ce qui effraie Bender. Il apparaît sur le mur comme 357 en binaire.
  - Lorsque Bender est poursuivi dans le château, l'un des deux fantômes a le logo de Microsoft Windows et joue une musique ressemblant au son de démarrage de Windows 98.
  - Le château est similaire à celui du film Dracula de Francis Ford Coppola.
  - Le design de Bender en Voiture-Garou est une reference au film Enfer mécanique de Elliot Silverstein .
  - À la fin de l'épisode Bender étrangle Fry de la même façon que Homer Simpson étrangle Bart.

### Épisode 19:La Femme cryonique
- États-Unis : 3 décembre 2000 sur FOX

- Gag du sous-titre : Not a substitute for human interaction (N'est pas un substitut à l'interaction humaine)
- Références :
  - Le titre de l’épisode est une référence à ceux (anglais et français) américains de la série Super Jaimie.
  - L’esthétique post-apocalyptique du monde dans lequel le couple se réveille ainsi que plusieurs de ses scènes parodient l’univers de Mad Max.